# Lindi

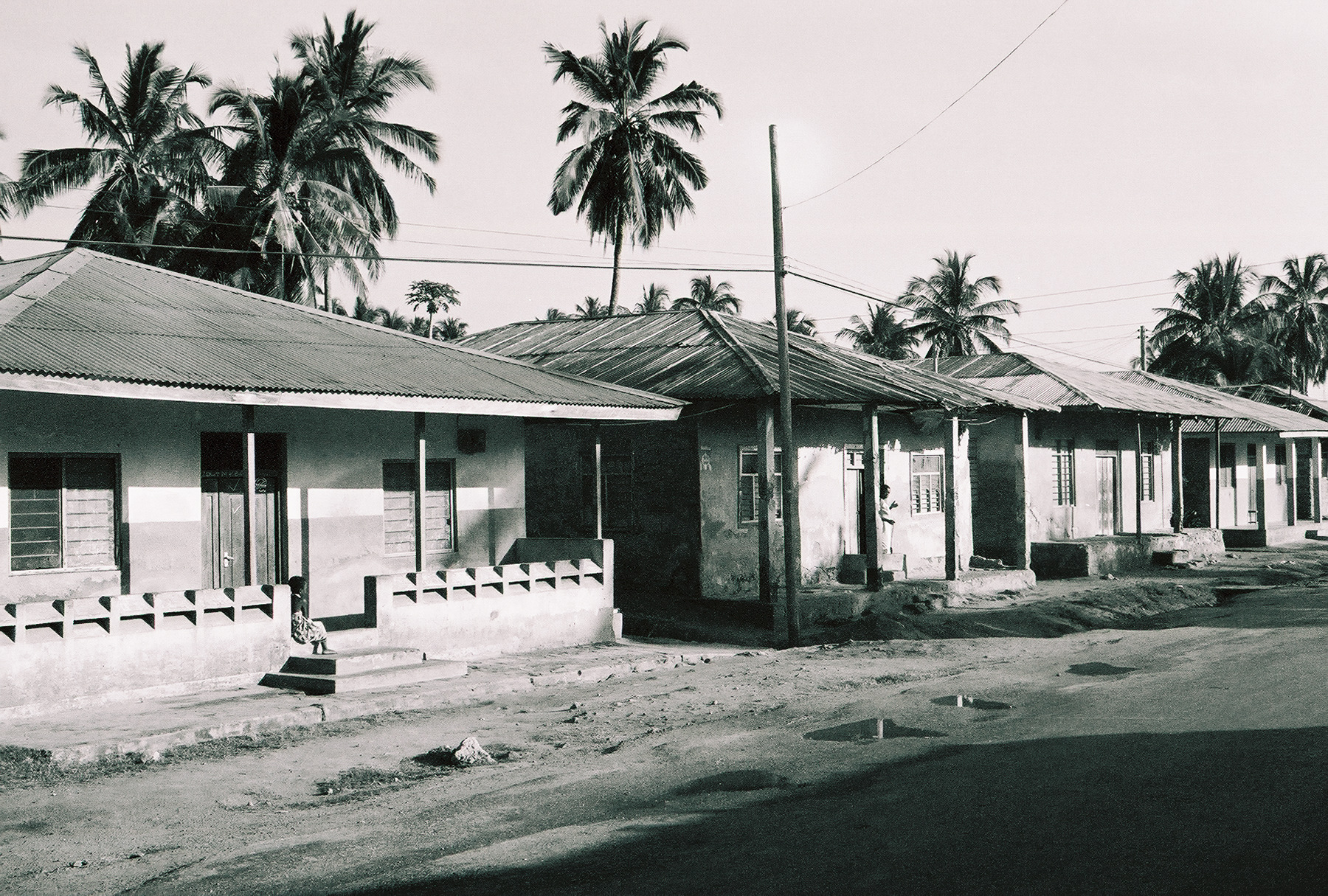
Häuserzeile in Lindi (2006)

Lindi ist eine tansanische Küstenstadt, liegt an der Lindi Bay des Indischen Ozeans und hat ungefähr 95.000 Einwohner (Census 2022).

## Geografie
Als Hauptstadt der gleichnamigen Region Lindi liegt Lindi im südöstlichen Tansania an der Mündung des Flusses Lukuledi. Die umgebende Region ist nur dünn besiedelt.

## Geschichte

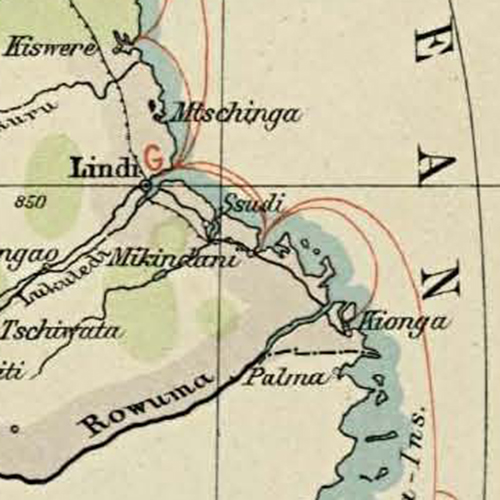
Lindi in einem Kartenausschnitt von 1906 (das rote G steht für Ginstation, ein Bestandteil der Baumwollverarbeitung)

Lindi mit historischen Wurzeln, die bis in das 11. Jh. zurückreichen, wurde unter diesem Namen im 17. Jh. gegründet, als arabisch-sansibarische Händler den Ort als strategisch günstigen Endpunkt ihrer Sklaven- und Elfenbeinkarawanen vom Lake Nasa (auch Lake Malawi) nutzten. Die deutschen Kolonialisten verlegten den Hauptsitz des Bezirks Lindi hierher. Von den ehemals vermutlich prunkvollen Villen aus Korallenstein entlang der Bucht und vom Bezirksamt stehen heute nur noch Ruinen. Die einst stattliche deutsche Boma vorne am Meer in der Nähe des Hafens ist heute von Bäumen überwuchert.
Die Region war ein wichtiges Anbaugebiet für Sisal. Zur Zeit des deutschen Kolonialismus bildete Lindi die Hauptstadt der südlichen Region Deutsch-Ostafrikas. Die Zahl der Einwohner betrug etwa 4000. Lindi war Sitz des Bezirksamts, besaß ein Hauptzollamt sowie eine Post- und Telegrafenanstalt. Zudem war Lindi Stationsort der 3. Kompanie der Schutztruppe für Deutsch-Ostafrika. Die Schifffahrt erfuhr nach 1900 einen Aufschwung. Der Hafenverkehr umfasste 1908 beispielsweise 34 ankommende Schiffe der Deutschen Ost-Afrika Linie. Lindi war dann Haupthafen der südlichen Landesteile Tansanias, bis es nach 1950 in dieser Funktion von Mtwara abgelöst wurde.
Einwohnerentwicklung:
| Census | Einwohner |
| ------ | --------- |
| 1978   | 27.312    |
| 1988   | 41.587    |
| 2002   | 29.178    |
| 2012   | 78.841    |
| 2022   | 95.096    |

## Verkehr
- Hafen: Der kleine Hafen von Lindi hat nur lokale Bedeutung.[2]
- Flughafen: Der Flughafen in Lindi wird von der staatlichen Behörde Tanzania Civil Aviation Authority verwaltet.[3] Es gibt keine Linienflüge nach Lindi.[4]
- Straßen: Die wichtigste Straßenverbindung ist die durchgehend asphaltierte Bundesstraße nach Daressalam. Auch die Verlängerung der Küstenstraße nach Süden nach Mtwara ist asphaltiert und ganzjährig befahrbar.[5][6]

## Religion
Schätzungen des US-amerikanischen Pew Research Centers von 2010 zufolge sind in etwa 35 % der Bevölkerung Tansanias moslemisch, während 60 % dem katholischen Glauben anhängen. Auf Sansibar und den Inseln sowie den Küstenregionen (Lindi) ist der Islam jedoch mit mehr als 98 % die dominierende Religion. In den Küstenregionen Ostafrikas und entlang alter Handelsrouten, wo jahrhundertelang arabische Händler ins Hinterland reisten, festigte sich der Islam. Mit der Ankunft der Europäer erhielten die Imame Konkurrenz durch das Christentum. Die christlichen Gemeinden zogen sich jedoch bald ins Hinterland zurück, da die moslemische Phalanx an der Küste nicht zu durchbrechen war.
Lindi ist Sitz des Bistums Lindi.

## Söhne und Töchter der Stadt
- Ebrahim Hussein (* 1943), Dramatiker und Dichter